# Peneax
Peneax is een geslacht van vliesvleugeligen uit de familie Encyrtidae. De wetenschappelijke naam van dit geslacht is voor het eerst geldig gepubliceerd in 2000 door Noyes.

## Soorten
Het geslacht Peneax is monotypisch en omvat slechts de volgende soort:
- Peneax deidamia Noyes, 2000